# Satory (métro de Paris)
Satory est le nom provisoire d'une future station du métro de Paris qui sera située le long de la ligne 18 à Versailles, dans les Yvelines. Destinée à être ouverte en 2030, elle desservira le quartier de Satory. Elle devrait voir passer 6 500 voyageurs par jour.

## Situation sur le réseau
La station est localisée au sud-ouest de la commune de Versailles, sur le plateau de Satory, et s’insère au croisement de la route de la Minière et de l’avenue de Gribeauval.
La station comportera une œuvre de Carole Benzaken, en coopération avec l'architecte Corinne Vezzoni.

## Histoire
La station Satory, dont l'architecture est conçue par Corinne Vezzoni & Associés, devrait accueillir environ 6 500 voyageurs par jour.
Les travaux de génie civil ont débuté en 2023 avec le creusement de la boîte-gare. En juin 2025, le tunnelier Awa atteint la station dans le cadre de la construction de la ligne 18 du Grand Paris Express.